# ITU-T
ITU-T, dat staat voor International Telecommunication Union - Telecommunications sector, is een van de drie sectoren van de ITU, dat telecommunicatiestandaarden coördineert. Vroeger heette dit bureau CCITT, dat stond voor Comité Consultatif International Télégraphique et Téléphonique. Het heeft vooral bekendheid geworven door de modemstandaarden en de standaarden die gebruikt werden voor communicatie wereldwijd tussen telefooncentrales.

## Taken en doelstellingen van ITU-T
ITU-T is een internationaal overlegorgaan waarin vertegenwoordigers van nationale overheden en telecommunicatiebedrijven (vroeger de nationale PTT's) zijn vertegenwoordigd en waarin op het gebied van telegrafie en telefonie, regels en standaarden worden afgesproken.
Elke vier jaar organiseert de ITU-T een conferentie onder de naam WTSA, de World Telecommunication Standardization Assembly. Tijdens de WTSA worden formeel de laatste standaarden en andere afspraken vastgelegd en vervolgens worden de standaarden en andere afspraken gepubliceerd in een boek dat wordt aangeduid met een kleur, vaak aangevuld met de plaatsnaam waar de conferentie plaatsvond.
Op dit moment geldt het Yellow Book Florianópolis 2004 en worden door de ITU-T uitgegeven in boek- en elektronische vorm, die verkrijgbaar is in diverse talen.
In het verleden waren CCITT-publicaties vooral in het Frans en Engels verkrijgbaar, maar tegenwoordig zijn de belangrijke publicaties in veel meer talen te bestellen, bijvoorbeeld ook in het Chinees, Arabisch en Russisch. Deze publicaties zijn vooral gericht op de telecomindustrie (zowel de operators van netwerken en de fabrikanten van de apparatuur) en mede door de globalisatie is er behoefte aan publicaties in de nieuwe talen.
In het verleden behoorde radiocommunicatie ook bij de taken van ITU-T. Dit is later afgesplitst naar CCIR, het huidige ITU-R.

## Geschiedenis en opzet van ITU-T
Aan het begin van de 20ste eeuw werd het duidelijk dat het noodzakelijk was om wereldwijd afspraken te maken op het gebied van telefonie en telegrafie, en op het gebied van radio-uitzendingen cq. het gebruik van frequenties in de ether. Dit leidde tot de oprichting van de CCIR: Comité Consultatif International des Radiocommunications, de CCIT: Comité Consultatif International des Télégraphique en de CCIF: Comité Consultatif International des Teléphonique.
Na de Tweede Wereldoorlog werden dit officiële organen van de Verenigde Naties. In 1956 fuseerden de CCIT en CCIF tot de CCITT: Comité consultatif international télégraphique et téléphonique. In deze jaren was telefonie en telegrafie over het algemeen een overheidstaak: elk land kende een monopolistische PTT (Posterijen, Telegrafie, Telefonie) die deze diensten aanbood. Daarom waren de leden van de organen landen aangevuld met sectorleden die meestal de ontwikkelaars en fabrikanten van de benodigde apparatuur vertegenwoordigden. Nu nog steeds bestaat de ITU-T uit leden die een land vertegenwoordigen en sectorleden uit de industrie. Alleen deze laatste groep is nu veel groter dan de eerste groep.
In 1992 werd in een conferentie in Genève besloten de diverse organen te reorganiseren en fuseren tot drie ITU-afdelingen: de ITU-T als opvolger van de CCITT, de ITU-R voor radio en ITU-D voor nieuwe ontwikkelingen (D=development). Hoewel de ITU-T een van de belangrijkste standaardiseringsorganen is, bestaan er ook andere organisaties met overlappende werkgebieden, zoals de diverse internetstandaarden van de IETF met de RFC's, de ANSI of de IEEE. Als standaarden van andere organisaties algemeen aanvaard zijn en direct te maken hebben met het werkgebied van de ITU-T kan deze de standaarden overnemen in hun eigen protocollen.
Voordat een nieuwe standaard tot stand komt gaat er een heel proces aan vooraf waarbij ook rekening moet worden gehouden met verschillende belangen. Dit is niet specifiek een ITU-probleem; alle standaardisatieorganen kennen dit verschijnsel. Binnen de ITU-T zijn er vele studiegroepen die zich bezighouden met het opstellen van nieuwe afspraken of wijzigingen van bestaande. Daarnaast zijn er adviesgroepen (advisory boards) die adviezen uitbrengen over het werk van de diverse studiegroepen aan de council en de plenaire vergaderingen van de WTSA. De council is belangrijk voor het dagelijkse reilen en zeilen van de ITU-T en neemt ook de noodzakelijke beslissingen tussen de 4-jarige WTSA-bijeenkomsten.

## Zusterorganisaties van ITU-T
- ITU-R - Radiocommunications Sector (vroeger CCIR)
- ITU-D - Development Sector

## Een aantal standaarden
Een aantal uitgegeven ITU-T-standaarden is: G.711, H.323, H.245, H.264, X.25, X.400, X.500.